# Leptocheirus pectinatus
Leptocheirus pectinatus är en kräftdjursart som först beskrevs av Norman 1869.  Leptocheirus pectinatus ingår i släktet Leptocheirus och familjen Aoridae. Inga underarter finns listade i Catalogue of Life.